# إعادة البنائية
إعادة البنائية هي نظرية فلسفية تنص على أن المجتمعات يجب أن تصلح نفسها باستمرار من أجل إنشاء حكومات أو شبكات اجتماعية أفضل. تتضمن هذه الأيديولوجية إعادة توحيد الأفكار التي توصلت إليها فلسفة التفكيك أو إعادة صياغتها، حيث يتم تقسيم نظام أو وسيط موجود إلى أصغر عناصره ذات مغزى ويتم فيه استخدام هذه العناصر لبناء نظام جديد أو وسيط خالٍ من قيود إبداعي.
حاول بعض المفكرين أن ينسب مصطلح إعادة البنائية إلى حركة الفن ما بعد الحداثة. في مقال بقلم كريس سونامي، ("مقالات فنية: الفن الترميمي") تم وصف "الفن الترميمي" على النحو التالي:
أحد الأمثلة التي يقدمها سونامي لهذه التقنية هو الطريقة التي تدمج بها بعض الموسيقى الحديثة عينات مفككة من الموسيقى القديمة وتجمع وترتب العينات بطريقة جديدة كجزء من تركيبة جديدة.